# Pancovia lubiniana
Pancovia lubiniana är en kinesträdsväxtart som beskrevs av Belesi. Pancovia lubiniana ingår i släktet Pancovia och familjen kinesträdsväxter. Inga underarter finns listade i Catalogue of Life.